# Friedrich Devrient

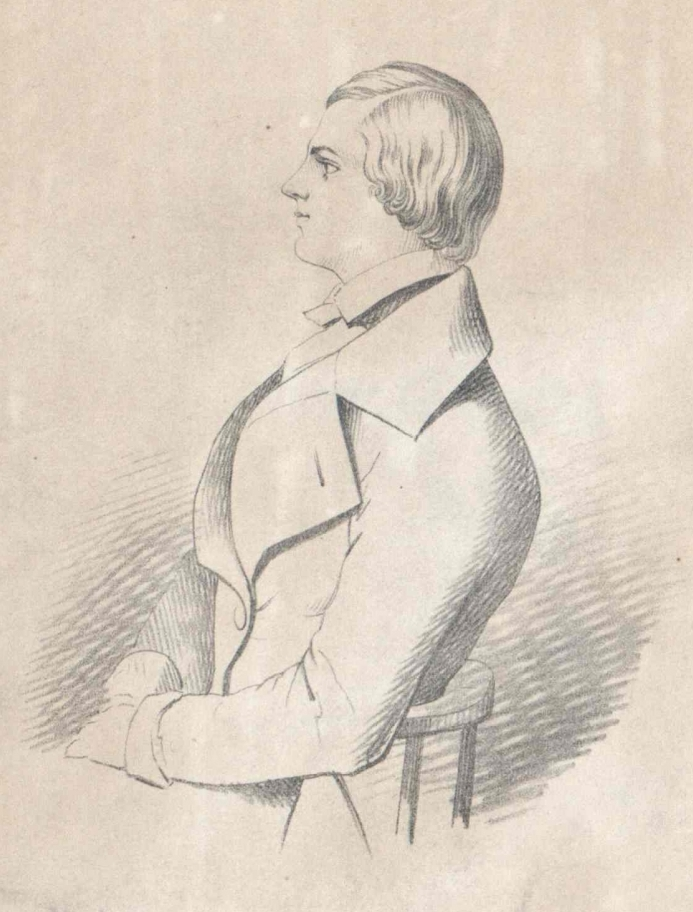
Friedrich Philip Devrient

Friedrich Philip Devrient, kurz Fritz Devrient (geboren am 31. Januar 1827 in Dresden; gestorben am 19. November 1871 in St. Petersburg) war ein deutscher Theaterschauspieler.

## Kindheit und Jugend
Friedrich Philip Devrient war – nach seinem um drei Jahre älteren Bruder Wilhelm – der zweite Sohn des Theaterschauspielers Carl August Devrient und der Theaterschauspielerin und Sängerin Wilhelmine Schröder-Devrient. Seine Kindheit wurde vom Konflikt seiner Eltern überschattet; denn schon im Jahr nach seiner Geburt wurde deren Ehe geschieden. Da die Mutter schuldig gesprochen wurde, oblag die Erziehung der Kinder allein dem Vater. Er verweigerte Wilhelmine Schröder-Devrient lange Zeit den direkten Zugang zu ihren Kindern, mit denen die besorgte Mutter, sobald sie lesen konnten, zumindest brieflich in Verbindung blieb.
Friedrich Devrient – in der Familie Fritz genannt – wuchs bei seinem Vater auf. Als er achtzehnjährig erstmals seine Mutter besuchte, offenbarte er ihr, dass er Schauspieler werden wolle. Wilhelmine Schröder-Devrient riet ihm davon ab und vertrat das auch in einem Brief vom 7. Januar 1845 an Carl Devrient. Für eine Karriere als Schauspieler sei Fritz zu oberflächlich, und ihm fehle die nötige Ausdauer und Charakterstärke. Seine Stimme, die sie als „nur gut“ bezeichnete, reiche nicht, um ein erfolgreicher Sänger zu werden. Zudem habe er einen Sprachfehler. Carl Devrient lehnte ihren Vorschlag ab, Friedrich zunächst bei ihrer Mutter, der pensionierten Sängerin und Schauspielerin Sophie Schröder, in die Lehre zu geben.

## Bühnenlaufbahn – Engagements und Gastspiele
Anders als sein berühmter Großonkel Ludwig Devrient, sein Vater Carl Devrient, seine Onkel Eduard und Emil Devrient und sein Halbbruder Max Devrient blieb Friedrich Devrient keiner Bühne längere Zeit verbunden. Er war zwischen 1845 und seinem frühen Tod im Jahr 1871 an acht Theatern engagiert. Meist trieben ihn Schulden dazu, weiterzuziehen. Gastspiele, von denen einige weiter unten genannt werden, erschlossen ihm weitere deutschsprachige Bühnen. In vielen zeitgenössische Kritiken kann sein Werdegang verfolgt werden. Eine umfängliche Darstellung seines Lebens und seiner künstlerischen Laufbahn bietet Julius Babs Standardwerk über die Theaterfamilie Devrient von 1932.

### Detmold
Nach Carl Devrients Willen kam Friedrich Devrient im Herbst 1845 als Schauspieler und Sänger an das Detmolder Hoftheater. Als „Rudolf“ debütierte er in Der Landwirth von der unter Pseudonym publizierenden Amalie von Sachsen und erzielte einen ungewöhnlichen Erfolg.
Bereits während dieses ersten Engagements reiste er als Gast zu anderen Bühnen, einerseits, um zusätzlich Geld zu verdienen, andererseits der Karriere wegen, nämlich um bekannt zu werden und sich bei ihm wichtig erscheinenden Bühnen für ein zukünftiges Engagement zu empfehlen. Ein solches Gastspiel führte ihn zusammen mit seinem Onkel Emil Devrient nach Hannover, wo er als Don Carlos und sein Onkel als Marquis von Posa auftraten.

### Bremen
Ein im Sommer 1847 vom Vater vermitteltes Gastspiel in Hannover als „Max Piccolomini“ – neben seinem Vater als „Wallenstein“ – führte zu keinem dortigen Engagement. Doch in demselben Jahr wurde er in Bremen, wo er nur kurz blieb, als erster jugendlicher Held engagiert.
Von hier aus gab er am 17. Juni 1848 am Hoftheater Dresden ein Gastspiel, bei dem er an einem Abend in zwei Theaterstücken auftrat.

### Wien

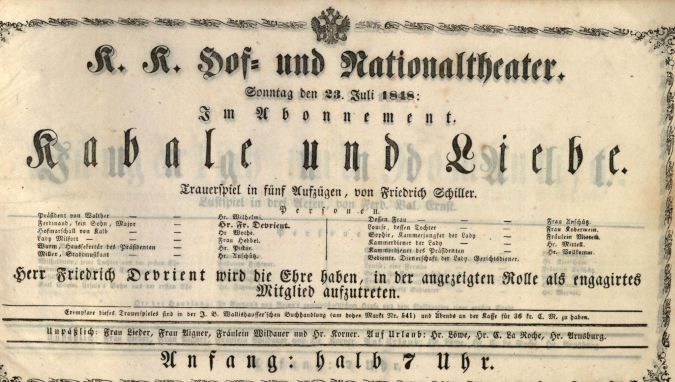
Theaterzettel des Wiener Hof- und Nationaltheaters: Friedrich Devrients erster Auftritt als engagiertes Mitglied

Am 17. Juni 1848 trat Friedrich Devrient erstmals am Wiener k. k. Hof- und Nationaltheater als Gast in der Rolle des „Hans Sachs“ im gleichnamigen Theaterstück von Johann Ludwig Deinhardstein auf.
In der Presse wurde er als „Künstler im echten Sinn des Wortes“ bezeichnet. „Sein naturgetreues Spiel, sein schönes und kraftvolles Organ, seine richtige Auffassungskraft, besonders aber seine feurige Begeisterung in Affekten“ fanden beim Publikum lebhaften Zuspruch.
Es folgten Gastauftritte als „Schiller“ in Die Karlsschüler von Heinrich Laube und als „Rudolph“ in Der Landwirth von Amalie von Sachsen.
Seine Bühnenerfolge führten dazu, dass er als Mitglied des Hof- und Nationaltheaters engagiert wurde und am 23. Juli 1848 als Ferdinand in Friedrich Schillers Kabale und Liebe debütierte. In Wien entwickelte sich sein vielversprechendes Talent mehr und mehr. Doch er zeigte auch Nachlässigkeiten, die von Kaiser Franz Joseph persönlich gerügt wurden. Persönlicher Verhältnisse wegen – er geriet trotz hoher Gagen als Hasardspieler in Schulden – sah er sich gezwungen, Wien und das Nationaltheater fluchtartig zu verlassen.

### Frankfurt
Bei Gastspielen in Frankfurt am Main fand er eine derartig enthusiastische Aufnahme, dass er engagiert wurde. Dort wirkte er drei Jahre. Unter den Gastspielen, die er von Frankfurt aus unter dem Protest der Frankfurter Theaters unternahm, wurde besonders das vom Februar 1853 in Hamburg als „Schiller“ in Laubes Karlsschülern gelobt. Der Rezensent empfahl sogar, ihn am Stadttheater Hamburg zu engagieren:

„[…] außer der glücklichen Persönlichkeit, außer dem für jeden gefühlvollen und leidenschaftlichen Ausdruck aufs Vortheilhafteste geformten Gesicht und Sprachorgan […], entwickelte er such ein Spiel von der besten Bewegung und einen Redevortrag, den keine biegsame Wirkung, kein feiner Accent und noch weniger das bedeutende geistige Gewicht fehlte. Wäre der Zwiespalt mit Frankfurt zu beseitigen, so würden wir […] der Bühne hoffentlich später ein Mitglied zu empfehlen haben […]“

Doch stattdessen geriet er kurz darauf in Altona in Polizeiarrest. Zurück in Frankfurt bat er die Eltern um Hilfe, da ihn die alten Schulden aus Wien sowie in Frankfurt neu entstandene bedrängten. Mit 400 Talern, die er von Wilhelmine Schröder-Devrient als Darlehen bekam, konnte er Schulden beim Direktor des Frankfurter Theaters begleichen. Doch weiteren Forderungen konnte er kaum nachkommen. Seine Großmutter Sophie Schröder meinte dazu:

„[…] Fritz […] wird sich die Hörner abstoßen; vielleicht werden ihn so ein paar Monate im Schuldturm völlig zur Besinnung bringen.“

Dazu kam es nicht, und Friedrich Devrient fand durch die Vermittlung seines Vaters Zuflucht in Hannover.

### Hannover

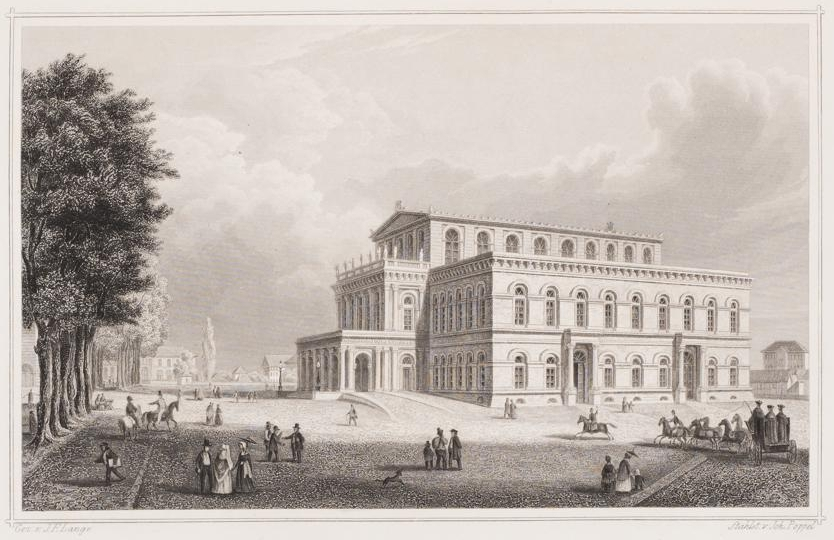
Das Hoftheater in Hannover, Auftrittsort von Friedrich, Carl und Emil Devrient. Friedrich wohnte in der rechts hinter dem Theater sichtbaren Häuserzeile (Theaterplatz 5 d).

Im August 1855 folgte Friedrich Devrient einem Ruf an das Hoftheater in Hannover, wo er drei Jahre lang neben seinem Vater künstlerisch tätig war.
Vater und Sohn traten beispielsweise in Schillers Don Carlos als Posa und Don Carlos, in dessen Maria Stuart als Leicester und Mortimer, in Shakespeares Romeo und Julia als Merkutio und Romeo sowie in Goethes Faust als Faust und Valentin auf. Zwischenzeitlich begab sich Friedrich Devrient auf Reisen, so im August 1857 nach Wien, wo er im Carltheater gastierte.
Am 10. November 1857, dem Geburtstag Schillers, trat er in Hannover als Don Carlos zusammen mit seinem Vater als König Philipp und seinem Onkel Emil Devrient als Marquis von Posa auf. Während Karl und Friedrich (Fritz) Devrient feste Mitglieder des Ensembles waren, reiste Emil Devrient als Gast aus Dresden an. Dem Schatten seines Vaters wollte Friedrich Devrient allerdings schon nach dem ersten Bühnenjahr entgehen und Hannover verlassen, was ihm erst im Februar 1858 gelang. Bei seinem Abgang resümierte er:

„Meine Stellung in Hannover habe ich aufgeben müssen, da es mir nicht gelungen ist, das Fach meines Vaters zu erlangen.“

Weitere Gründe waren aber Friedrich Devrients Abhängigkeit vom Hasard-Spiel und die daraus entstandenen Schulden, denen er entkommen wollte. Mehrmals wollte ihm die Intendanz sein Engagement nicht verlängern. In einer Eingabe an König Georg V. als obersten Dienstherrn heißt es:

„Bei keinem Mitglied des Hoftheaters hat die Intendanz so viele Unterhandlungen mit Gläubigern gehabt wie bei Friedrich Devrient. Und es ist nicht abzusehen, wie weit ihn sein Leichtsinn noch führen wird. Doch der König lehnte eine Entlassung ab.“

Am 4. Februar 1858 trat Friedrich Devrient in Budapest ein Gastspiel an und kehrte nicht mehr nach Hannover zurück.

### Hamburg
Bei einem Gastspiel am Stadttheater Hamburg wurden bei ihm Kostüme und Rollenbücher konfisziert, die er aus Hannover hatte mitgehen lassen. Erst im April 1858 wurde er vom Hoftheater Hannover freigegeben und konnte gegen das Versprechen, seine Vorschüsse aus Hannover zurückzuzahlen, in Hamburg fest engagiert werden. Doch dort herrschte nicht nur bei ihm selbst, sondern auch am Theater, eine ziemliche Unordnung. Dem entging er zeitweilig durch Gastspiele, wie im Sommer 1859 in Nürnberg, wo er in acht Theaterstücken auftrat.
An seinen Freund Theodor Lebrun schrieb er:

„Mein Pech ist wirklich originell. Früher, als mir alles wie vom Himmel geschneit kam, verdarb ich mir alles selbst durch Leichtsinn. Jetzt, wo ich fleißig, strebsam und ausdauernd bin, läßt mich das Glück im Stich.“

Lebrun verschaffte ihm ein Gastspiel in Frankfurt a. M., bevor es in Wiesbaden zu einem festen Vertrag kam.

### Wiesbaden
Am Hoftheater Wiesbaden war Friedrich Devrient vom 1. September 1860 bis zum 1. Januar 1865 engagiert. Er bekam eine gute Gage und musste nie mehr als achtmal im Monat auftreten. Zu seinen Rollen gehörten u. a. „Egmont“, „Posa“, „Hamlet“, „Tell“ und „Othello“. Sein unruhiges Privatleben führte dazu, dass man ihn gerne ziehen ließ.

### St. Petersburg
Schon krank und bequem geworden, folgte Friedrich Devrient 1865 einem Ruf ans Hoftheater nach St. Petersburg, womit er in Wiesbaden anstehenden Geldforderungen entgehen konnte. In St. Petersburg heiratete er eine Witwe mit zwei Kindern, die ein Pensionat besaß, in dem er zunächst wohnte. Er versuchte sich als großer Herr mit Segeljacht und großzügigem Lebenswandel und stürzte sich wieder in Schulden. Die Ehe verlief unglücklich und wurde bald getrennt.

## Tod in St. Petersburg, Überführung nach Wiesbaden und dortige Beisetzung
Erst 44 Jahre alt starb Friedrich Devrient am 19. November 1871 an einem durch zu viel Alkoholkonsum verschlimmerten Leberleiden. Alexander Königk-Tollert, der artistische Direktor des St. Petersburger Theaters verbreitete die auch in Wien nachgedruckte Todesnachricht über die St. Petersburger Zeitung:

„Nach langem, schwerem Leiden ist der Hofschauspi[e]ler Friedrich Devrient am 6. d. M. sanft entschlafen und ich habe die Ehre, mit dieser betrübenden Anzeige die ergebenste Einladung für theilnehmende Freunde und Bekannte zu verbinden, dem Dahingeschiedenen bei seinem Begräbniß am Dinstag den 9. (22) d. M. Mittags um 12 Uhr aus der St. Petri=Kirche nach dem Friedhofe Wolkowo ein gütiges Geleite zu geben.“

Die Überführung der Leiche Friedrich Devrients nach Wiesbaden geschah seinem Wunsch gemäß und gegen den Widerstand der Witwe, die eine Ablösesumme von 10.000 Rubel verlangt haben soll. Er wurde auf dem Wiesbadener Friedhof beigesetzt, der in den 1970er-Jahren zu einem Freizeitpark umgestaltet wurde.